# Lusigliè
Lusigliè (piemonti nyelven Lusiè) egy olaszországi település a Piemont régióban.